# Ocellularia granulifera
Ocellularia granulifera är en lavart som först beskrevs av August von Krempelhuber och som fick sitt nu gällande namn av Johannes Müller Argoviensis 1892. 
Ocellularia granulifera ingår i släktet Ocellularia och familjen Thelotremataceae. Inga underarter finns listade i Catalogue of Life.